# Chiroiu-Satu Nou
Chiroiu-Satu Nou – wieś w Rumunii, w okręgu Jałomica, w gminie Drăgoești. W 2011 roku liczyła 39 mieszkańców.